# NGC 2744
NGC 2744 (również PGC 25480 lub UGC 4757) – galaktyka spiralna z poprzeczką (SBb/P), znajdująca się w gwiazdozbiorze Raka. Odkrył ją William Herschel 21 marca 1784 roku.